# サマセット・ハウス

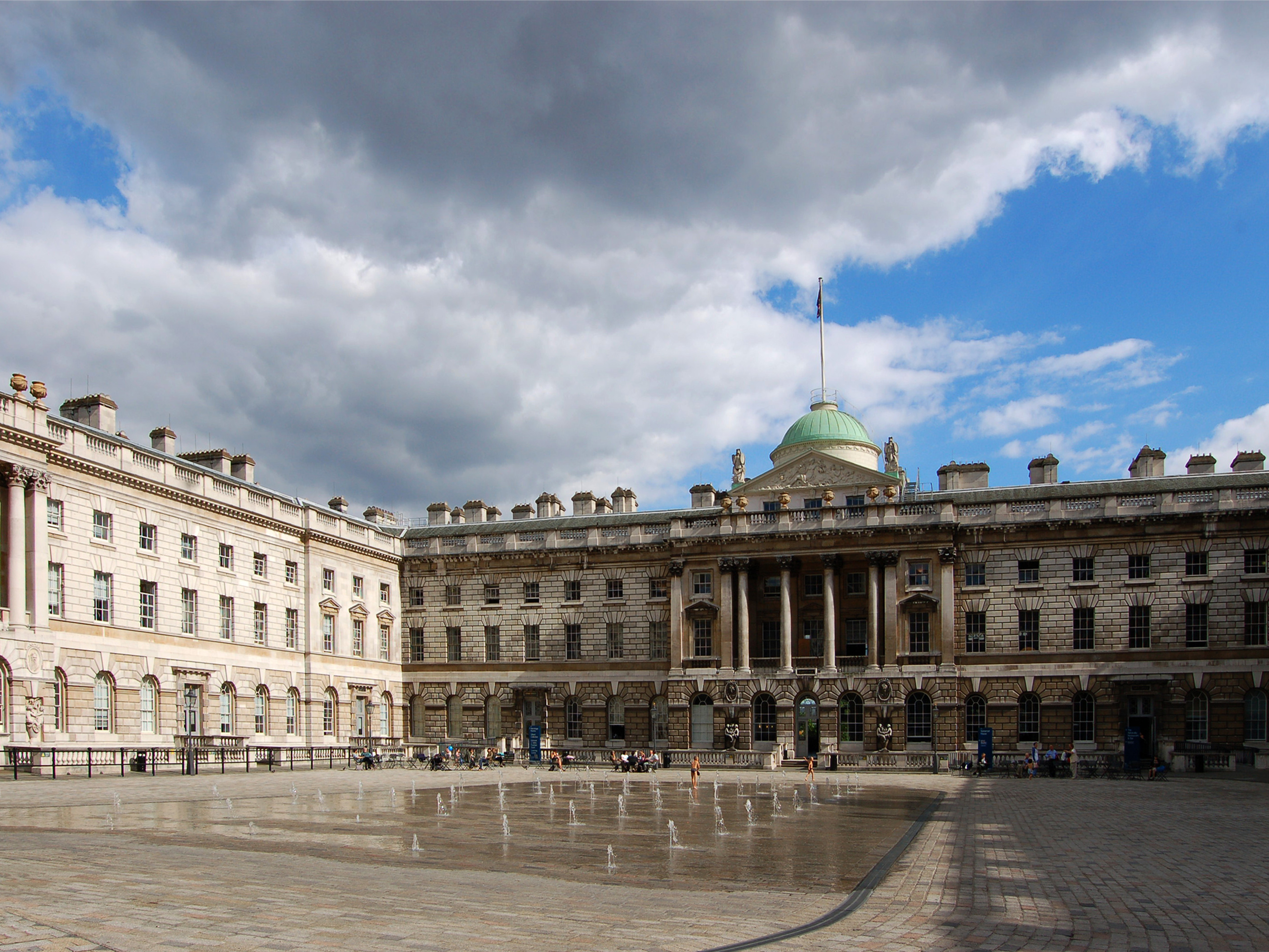
サマセット・ハウスの中庭

サマセット・ハウス（Somerset House）は、イギリス・ロンドンのテムズ川を望むストランド地区  南側にある大規模な建物である。中央部は新古典主義建築で、1776年から1796年の建築家ウィリアム・チェンバーズによるジョージアン様式の大規模な建築プロジェクトであった。その後南北に古典主義的なヴィクトリアン・ウィングを増築。もともと同名の建物がこの地に建てられたのは当時より200年以上前のことであった。

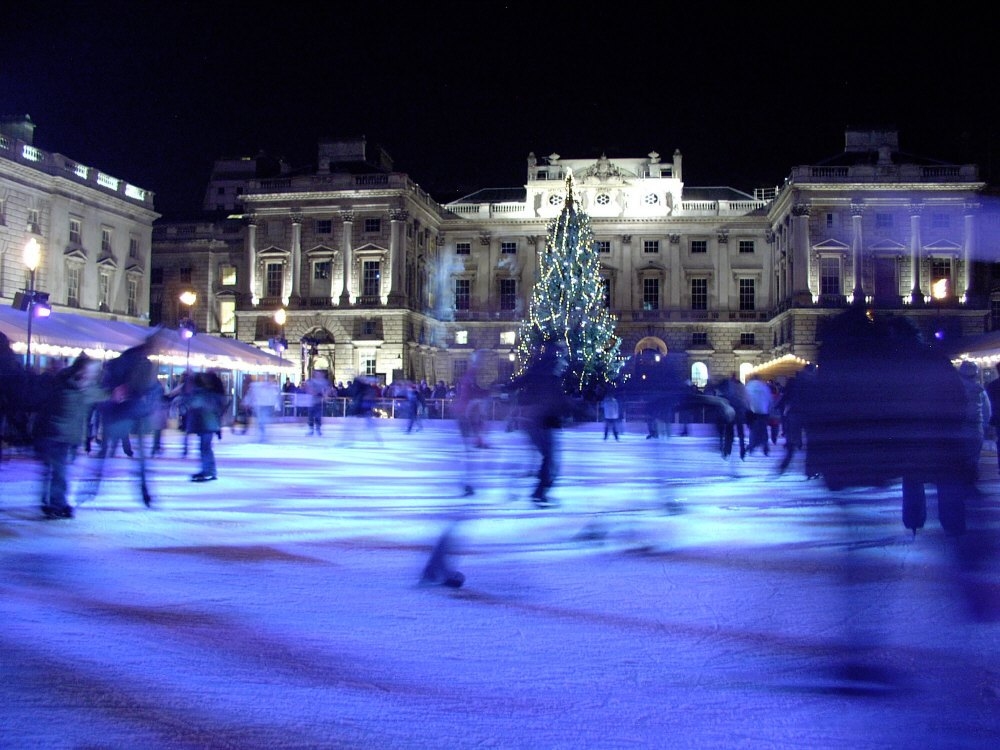
クリスマス時期の中庭のスケート・リンク（2004年）

現在はさまざまな政府関連機関、芸術・教育関連機関が入っており、ロンドン大学のキングス・カレッジ・ロンドン、コートールド美術研究所、コートールド・ギャラリー等がその代表的な例である。また中庭は冬季、アイススケートのリンクになり、ロンドンの冬の風物詩になっている。近隣の180 The Strand と共にロンドン・コレクションの会場にも用いられた。
1836年から1970年まで、戸籍本署 (General Register Office for England and Wales) が置かれており、イングランドとウェールズにおける出生・婚姻・死亡に関する書類が管理されていた。また1859年から1998年には遺言検認裁判所 (Court of Probate) が置かれていた。このため、アガサ・クリスティのエルキュール・ポアロシリーズなど、ミステリ作品等に登場することがある。
2024年8月17日、サマセットハウス西棟の事務室から出火。一時は建物の屋根から煙が立ち上る光景がみられたが、駆けつけた消防隊により鎮火した。文化施設として使われ、ギャラリーにはゴッホの自画像などの美術品が展示されていたが被害はなかった。